# Sant Joan d'Alacant
Sant Joan d'Alacant är en kommun i Spanien.   Den ligger i provinsen Provincia de Alicante och regionen Valencia, i den sydöstra delen av landet, 400 km sydost om huvudstaden Madrid. Antalet invånare är 22 740. Arean är 9,6 kvadratkilometer. Sant Joan d'Alacant gränsar till Alicante, El Campello och Mutxamel. 
Terrängen i Sant Joan d'Alacant är platt.